# Magyarország az 1976. évi nyári olimpiai játékokon
Magyarország a kanadai Montréalban megrendezett 1976. évi nyári olimpiai játékok egyik részt vevő nemzete volt. Az országot az olimpián 17 sportágban 178 sportoló képviselte, akik összesen 22 érmet szereztek.
A megnyitóünnepségen a magyar zászlót Kamuti Jenő olimpiai ezüstérmes párbajtőrvívó vitte. A legeredményesebb magyar sportoló, Tordasi Ildikó tőrvívó egy arany- és egy bronzérmet nyert. Magyarország a montréali olimpia előtt utoljára az 1924. évi nyári olimpiai játékokon nyert ötnél kevesebb bajnoki címet.

## Érmesek
| Érem  | Versenyző | Sportág    | Versenyszám               |
| ----- | --- | ---------- | ------------------------- |
| Arany | Németh Miklós | Atlétika   | Férfi gerelyhajítás       |
| Arany | Magyar Zoltán | Torna      | Férfi lólengés            |
| Arany | Tordasi Ildikó | Vívás      | Női tőr, egyéni           |
| Arany | Nemzeti válogatott Csapó Gábor Cservenyák Tibor Faragó Tamás Gerendás György Horkai György Kenéz György Konrád Ferenc Molnár Endre Sárosi László Sudár Attila ifj. Szívós István | Vízilabda  | Férfi                     |
| Ezüst | Balla József | Birkózás   | Szabadfogás, +100 kg      |
| Ezüst | Sztanity Zoltán | Kajak-kenu | Férfi kajak egyes 500 m   |
| Ezüst | Csapó Géza | Kajak-kenu | Férfi kajak egyes 1000 m  |
| Ezüst | Pfeffer Anna Rajnai Klára | Kajak-kenu | Női kajak kettes 500 m    |
| Ezüst | Kőszegi György | Súlyemelés | 52 kg                     |
| Bronz | Réczi László | Birkózás   | Kötöttfogás, 62 kg        |
| Bronz | Tuncsik József | Cselgáncs  | Férfi könnyűsúly          |
| Bronz | Bakó Zoltán Szabó István | Kajak-kenu | Férfi kajak kettes 1000 m |
| Bronz | Wichmann Tamás | Kajak-kenu | Férfi kenu egyes 1000 m   |
| Bronz | Buday Tamás Frey Oszkár | Kajak-kenu | Férfi kenu kettes 500 m   |
| Bronz | Buday Tamás Frey Oszkár | Kajak-kenu | Férfi kenu kettes 1000 m  |
| Bronz | Rajnai Klára | Kajak-kenu | Női kajak egyes 500 m     |
| Bronz | Nemzeti válogatott Angyal Éva Berzsenyi Mária Bujdosó Ágota Csajbókné Németh Erzsébet Gódorné Nagy Marianna Csíkné Horváth Klára Kéziné Pethő Zsuzsanna Lakiné Tóth Harsányi Katalin Lelkesné Tomann Rozália Megyeriné Pacsai Márta Nagy Ilona Sterbinszky Amália Tóth Harsányi Borbála Vadászné Vanya Mária | Kézilabda  | Női                       |
| Bronz | Kancsal Tamás Maracskó Tibor Sasics Szvetiszláv | Öttusa     | Csapat                    |
| Bronz | Baczakó Péter | Súlyemelés | 82,5 kg                   |
| Bronz | Egervári Márta | Torna      | Női felemás korlát        |
| Bronz | Kulcsár Győző | Vívás      | Férfi párbajtőr, egyéni   |
| Bronz | Bóbis Ildikó Kovács Edit Maros Magda Rejtő Ildikó Tordasi Ildikó | Vívás      | Női tőr, csapat           |

## További magyar pontszerzők

### 4. helyezettek
| Név | Sportág    | Versenyszám             |
| --- | ---------- | ----------------------- |
| Gál Henrik | Birkózás   | Szabadfogás, 52 kg      |
| Nemzeti válogatott Bárdi Györgyi Bánhegyi-Radó Lucia Biszku Éva Biszku Zsuzsanna Csapó Gabriella Eichler-Schadek Katalin Gajdos Ágnes Torma Ágnes Schlégl Judit Siry Emerencia Sebők-Szalay Éva Szloboda Zsuzsa | Röplabda   | Női                     |
| Rehus Uzor György | Súlyemelés | 90 kg                   |
| Donáth Ferenc | Torna      | Férfi gyűrű             |
| Bánrévi Imre Donáth Ferenc Farkas Árpád Laufer Béla Magyar Zoltán Molnár Imre | Torna      | Férfi csapat összetett  |
| Egervári Márta Kelemen Márta Lővei Mária Medveczky Krisztina Óvári Éva Tóth Margit | Torna      | Női csapat összetett    |
| Hargitay András | Úszás      | Férfi 400 m vegyes      |
| Osztrics István | Vívás      | Férfi párbajtőr, egyéni |
| Erdős Sándor Fenyvesi Csaba Kulcsár Győző Osztrics István Schmitt Pál | Vívás      | Férfi párbajtőr, csapat |
| Hammang Ferenc Gedővári Imre Kovács Tamás Körmőczi Csaba Marót Péter | Vívás      | Férfi kard, csapat      |

### 5. helyezettek
| Név                      | Sportág    | Versenyszám              |
| ------------------------ | ---------- | ------------------------ |
| Szabó Ildikó             | Atlétika   | Női távolugrás           |
| Rácz Lajos               | Birkózás   | Kötöttfogás, 52 kg       |
| Deme József Rátkai János | Kajak-kenu | Férfi kajak kettes 500 m |
| Gedó György              | Ökölvívás  | Papírsúly                |
| Botos András             | Ökölvívás  | Könnyűsúly               |
| Nagy József              | Ökölvívás  | Kisváltósúly             |
| Földi Imre               | Súlyemelés | 56 kg                    |
| Magyar Zoltán            | Torna      | Férfi ugrás              |
| Molnár Imre              | Torna      | Férfi ugrás              |

### 6. helyezettek
| Név | Sportág    | Versenyszám            |
| --- | ---------- | ---------------------- |
| Séllyei István | Birkózás   | Kötöttfogás, 90 kg     |
| Rovnyai János | Birkózás   | Kötöttfogás, +100 kg   |
| Ambrus Mariann | Evezés     | Női egypárevezős       |
| Szegedi Károly | Kajak-kenu | Férfi kenu egyes 500 m |
| Nemzeti válogatott Bartalos Béla Buday Ferenc Gubányi Ernő Jánovszki László Kenyeres József Kontra Zsolt Kovács Péter Süvöltős Mihály Szilágyi István Varga István Vass Károly Verőci Gábor | Kézilabda  | Férfi                  |
| Stark András | Súlyemelés | 75 kg                  |
| Donáth Ferenc | Torna      | Férfi nyújtó           |
| Egervári Márta | Torna      | Női ugrás              |
| Nagy Sándor | Úszás      | Férfi 400 m gyors      |
| Bóbis Ildikó | Vívás      | Női tőr, egyéni        |

## Eredményesség sportáganként
A magyar csapat tizennégy sportágban összesen 163 olimpiai pontot szerzett. Az egyes sportágak eredményessége, illetve az induló versenyzők száma a következő:
(kiemelve az egyes számoszlopok legmagasabb értéke, vagy értékei)
| Sportág, szakág | Helyezések száma | Helyezések száma | Helyezések száma | Helyezések száma | Helyezések száma | Helyezések száma | Olimpiai pont | Indulók száma | Indulók száma | Indulók száma |
| Sportág, szakág |                  |                  |                  | 4.               | 5.               | 6.               | Olimpiai pont | Férfi         | Nő            | Össz.         |
| atlétika        | 1                | 0                | 0                | 0                | 1                | 0                | 9             | 10            | 6             | 16            |
| birkózás        | 0                | 1                | 1                | 1                | 1                | 2                | 16            | 18            | 0             | 18            |
| cselgáncs       | 0                | 0                | 1                | 0                | 0                | 0                | 4             | 6             | 0             | 6             |
| evezés          | 0                | 0                | 0                | 0                | 0                | 1                | 1             | 0             | 8             | 8             |
| kajak-kenu      | 0                | 3                | 5                | 0                | 1                | 1                | 38            | 12            | 2             | 14            |
| kerékpározás    | 0                | 0                | 0                | 0                | 0                | 0                | 0             | 1             | 0             | 1             |
| kézilabda       | 0                | 0                | 1                | 0                | 0                | 1                | 5             | 12            | 14            | 26            |
| ökölvívás       | 0                | 0                | 0                | 0                | 3                | 0                | 6             | 8             | 0             | 8             |
| öttusa          | 0                | 0                | 1                | 0                | 0                | 0                | 4             | 3             | 0             | 3             |
| röplabda        | 0                | 0                | 0                | 1                | 0                | 0                | 3             | 0             | 12            | 12            |
| sportlövészet   | 0                | 0                | 0                | 0                | 0                | 0                | 0             | 7             | 0             | 7             |
| súlyemelés      | 0                | 1                | 1                | 1                | 1                | 1                | 15            | 9             | 0             | 9             |
| torna           | 1                | 0                | 1                | 3                | 2                | 2                | 26            | 6             | 6             | 12            |
| úszás           | 0                | 0                | 0                | 1                | 0                | 1                | 4             | 7             | 1             | 8             |
| vitorlázás      | 0                | 0                | 0                | 0                | 0                | 0                | 0             | 1             | 0             | 1             |
| vívás           | 1                | 0                | 2                | 3                | 0                | 1                | 25            | 13            | 5             | 18            |
| vízilabda       | 1                | 0                | 0                | 0                | 0                | 0                | 7             | 11            | 0             | 11            |
|                 |                  |                  |                  |                  |                  |                  |               |               |               |               |
| Összesen        | 4                | 5                | 13               | 10               | 9                | 10               | 163           | 124           | 54            | 178           |

## Atlétika
Férfi
| Versenyző       | Versenyszám     | Előfutam | Előfutam | Előfutam | Negyeddöntő | Negyeddöntő | Negyeddöntő | Elődöntő | Elődöntő | Elődöntő | Döntő   | Döntő    |
| Versenyző       | Versenyszám     | Idő      | Hely.    | Össz.    | Idő         | Hely.       | Össz.       | Idő      | Hely.    | Össz.    | Idő     | Helyezés |
| --------------- | --------------- | -------- | -------- | -------- | ----------- | ----------- | ----------- | -------- | -------- | -------- | ------- | -------- |
| Lépold Endre    | 100 m           | 10,82    | 5.       | 45.**    | kiesett     | kiesett     | kiesett     | kiesett  | kiesett  | kiesett  | kiesett | kiesett  |
| Lépold Endre    | 200 m           | 21,50    | 3.       | 18.**    | 21,68       | 7.          | 26.         | kiesett  | kiesett  | kiesett  | kiesett | kiesett  |
| Zemen János     | 800 m           | 1:47,40  | 3.       | 9.       |             |             |             | kiesett  | kiesett  | kiesett  | kiesett | kiesett  |
| Zemen János     | 1500 m          | 3:44,27  | 3.       | 27.      |             |             |             | 3:39,94  | 4.       | 9.       | 3:43,02 | 9.       |
| Stankovics Imre | 20 km gyaloglás |          |          |          |             |             |             |          |          |          | 1:32:06 | 16.      |

| Versenyző     | Versenyszám   | Selejtező | Selejtező | Döntő    | Döntő    |
| Versenyző     | Versenyszám   | Eredmény  | Helyezés  | Eredmény | Helyezés |
| ------------- | ------------- | --------- | --------- | -------- | -------- |
| Kelemen Endre | Magasugrás    | 213 cm    | 15.       | kiesett  | kiesett  |
| Major István  | Magasugrás    | 205 cm    | 24.***    | kiesett  | kiesett  |
| Faragó János  | Diszkoszvetés | 60,06 m   | 15.       | 57,48 m  | 14.      |
| Tégla Ferenc  | Diszkoszvetés | 61,66 m   | 8.        | 60,54 m  | 11.      |
| Boros Sándor  | Gerelyhajítás | 77,60 m   | 19.       | kiesett  | kiesett  |
| Németh Miklós | Gerelyhajítás | 89,28 m   | 2.        | 94,58 m  |          |
| Paragi Ferenc | Gerelyhajítás | 77,48 m   | 20.       | kiesett  | kiesett  |

Női
| Versenyző      | Versenyszám | Előfutam | Előfutam | Előfutam | Negyeddöntő | Negyeddöntő | Negyeddöntő | Elődöntő | Elődöntő | Elődöntő | Döntő   | Döntő    |
| Versenyző      | Versenyszám | Idő      | Hely.    | Össz.    | Idő         | Hely.       | Össz.       | Idő      | Hely.    | Össz.    | Idő     | Helyezés |
| -------------- | ----------- | -------- | -------- | -------- | ----------- | ----------- | ----------- | -------- | -------- | -------- | ------- | -------- |
| Szabó Ildikó   | 200 m       | 24,35    | 4.       | 29.*     | kiesett     | kiesett     | kiesett     | kiesett  | kiesett  | kiesett  | kiesett | kiesett  |
| Lázár Magdolna | 800 m       | 2:04,05  | 5.       | 23.      |             |             |             | kiesett  | kiesett  | kiesett  | kiesett | kiesett  |
| Lázár Magdolna | 1500 m      | 4:23,30  | 9.       | 35.      |             |             |             | kiesett  | kiesett  | kiesett  | kiesett | kiesett  |

| Versenyző        | Versenyszám | Selejtező | Selejtező | Döntő    | Döntő    |
| Versenyző        | Versenyszám | Eredmény  | Helyezés  | Eredmény | Helyezés |
| ---------------- | ----------- | --------- | --------- | -------- | -------- |
| Mátay Andrea     | Magasugrás  | 180 cm    | 4.****    | 187 cm   | 9.       |
| Bruzsenyák Ilona | Távolugrás  | 602 cm    | 22.       | kiesett  | kiesett  |
| Milassin Anikó   | Távolugrás  | 622 cm    | 12.       | 619 cm   | 10.      |
| Szabó Ildikó     | Távolugrás  | 642 cm    | 3.        | 657 cm   | 5.       |

| Versenyző        | Versenyszám | 100 m gát | 100 m gát | Súlylökés | Súlylökés | Magasugrás | Magasugrás | Távolugrás | Távolugrás | 200 m | 200 m | Végeredmény | Végeredmény |
| Versenyző        | Versenyszám | Idő       | Pont      | Eredmény  | Pont      | Eredmény   | Pont       | Eredmény   | Pont       | Idő   | Pont  | Pont        | Helyezés    |
| ---------------- | ----------- | --------- | --------- | --------- | --------- | ---------- | ---------- | ---------- | ---------- | ----- | ----- | ----------- | ----------- |
| Bruzsenyák Ilona | Ötpróba     | 14,00     | 978       | 10,86 m   | 586       | 171 cm     | 867        | 604 cm     | 862        | 25,30 | 859   | 4152        | 16.         |
| Papp Margit      | Ötpróba     | 14,14     | 959       | 14,80 m   | 848       | 178 cm     | 953        | 635 cm     | 959        | 25,43 | 848   | 4567        | 8.          |

* - egy másik versenyzővel azonos időt ért el

** - két másik versenyzővel azonos időt ért el

*** - három másik versenyzővel azonos eredményt ért el

**** - nyolc másik versenyzővel azonos eredményt ért el

## Birkózás
Kötöttfogású
| Versenyző       | Versenyszám | 1. forduló                            | 2. forduló                         | 3. forduló                          | 4. forduló                       | 5. forduló                   | 6. forduló                         | 7. forduló                    | Döntő                                                                                            | Helyezés    |
| Versenyző       | Versenyszám | Ellenfél Eredmény                     | Ellenfél Eredmény                  | Ellenfél Eredmény                   | Ellenfél Eredmény                | Ellenfél Eredmény            | Ellenfél Eredmény                  | Ellenfél Eredmény             | Ellenfél Eredmény                                                                                | Helyezés    |
| --------------- | ----------- | ------------------------------------- | ---------------------------------- | ----------------------------------- | -------------------------------- | ---------------------------- | ---------------------------------- | ----------------------------- | ------------------------------------------------------------------------------------------------ | ----------- |
| Seres Ferenc    | 48 kg       | Alekszej Sumakov (URS) · kizárták     | Michael Farina (USA) · kétvállas   | kiesett                             | kiesett                          | kiesett                      |                                    |                               | kiesett                                                                                          | helyezetlen |
| Rácz Lajos      | 52 kg       | Harálambosz Holídisz (GRE) · 13-9     | Morad Ali Shiran (IRI) · 9-6       | Bruce Thompson (USA) · 8-6          | Hirajama Kóicsiró (JPN) · 2-5    | kiesett                      |                                    |                               | kiesett                                                                                          | 5.          |
| Doncsecz József | 57 kg       | Farhat Musztafin (URS) · 2-9          | Ivica Frgić (YUG) · 5-2            | Per Lindholm (SWE) · kizárták       | Pertti Ukkola (FIN) · 3-14       | kiesett                      |                                    |                               | kiesett                                                                                          | 7.          |
| Réczi László    | 62 kg       | Gholam Reza Ghassab (IRI) · kétvállas | Gary Alexander (USA) · kizárták    | Pekka Hjelt (FIN) · kizárták        | Mijahara Teruhiko (JPN) · 8-6    | Nelszon Davigyan (URS) · 4-2 | Ion Păun (ROU) · feladta (sérülés) | Kazimierz Lipień (POL) · 4-13 | Hozott eredmény · Nelszon Davigyan (URS) · 4-2 · Hozott eredmény · Kazimierz Lipień (POL) · 4-13 |             |
| Toma Ferenc     | 68 kg       | Sergio Fiszman (ARG) · kétvállas      | Szuren Nalbangyan (URS) · kizárták | Lars-Erik Skiöld (SWE) · 2-13       | kiesett                          | kiesett                      | kiesett                            |                               | kiesett                                                                                          | helyezetlen |
| Toma Mihály     | 74 kg       | Janko Sopov (BUL) · kizárták          | Anatolij Bikov (URS) · kizárták    | kiesett                             | kiesett                          | kiesett                      |                                    |                               | kiesett                                                                                          | helyezetlen |
| Hegedűs Csaba   | 82 kg       | Daniel Chandler (USA) · 8-9           | Miroslav Janota (TCH) · 4-10       | kiesett                             | kiesett                          | kiesett                      | kiesett                            |                               | kiesett                                                                                          | helyezetlen |
| Séllyei István  | 90 kg       | Petre Dicu (ROU) · 7-2                | Darko Nišavić (YUG) · 2-4          | Fred Theobald (FRG) · kizárták      | Sztojan Nikolov (BUL) · kizárták | kiesett                      |                                    |                               | kiesett                                                                                          | 6.          |
| Farkas József   | 100 kg      | Robert N'Diaye (SEN) · kétvállas      | Fredi Albrecht (GDR) · kizárták    | Nyikolaj Balbosin (URS) · kétvállas | kiesett                          |                              |                                    |                               | kiesett                                                                                          | 7.          |
| Rovnyai János   | +100 kg     | Roman Codreanu (ROU) · kizárták       | Richard Wolff (FRG) · kétvállas    | Alekszandar Tomov (BUL) · kizárták  | kiesett                          |                              |                                    |                               | kiesett                                                                                          | 6.          |

Szabadfogású
| Versenyző     | Versenyszám | 1. forduló                              | 2. forduló                              | 3. forduló                             | 4. forduló                               | 5. forduló                      | 6. forduló                 | Döntő                                                                                               | Helyezés    |
| Versenyző     | Versenyszám | Ellenfél Eredmény                       | Ellenfél Eredmény                       | Ellenfél Eredmény                      | Ellenfél Eredmény                        | Ellenfél Eredmény               | Ellenfél Eredmény          | Ellenfél Eredmény                                                                                   | Helyezés    |
| ------------- | ----------- | --------------------------------------- | --------------------------------------- | -------------------------------------- | ---------------------------------------- | ------------------------------- | -------------------------- | --------------------------------------------------------------------------------------------------- | ----------- |
| Gyulai Mihály | 48 kg       | Ray Takahashi (CAN) · 4-10              | Roman Dmitrijev (URS) · kétvállas       | kiesett                                | kiesett                                  | kiesett                         |                            | kiesett                                                                                             | helyezetlen |
| Gál Henrik    | 52 kg       | Fritz Niebler (FRG) · kétvállas         | Diego Lo Brutto (FRA) · kétvállas       | Habib Fatah-Gharalar (IRI) · kétvállas | Cson Heszop (Jeon Hae-Seop) (KOR) · 8-15 | Takada Júdzsi (JPN) · kétvállas |                            | kiesett                                                                                             | 4.          |
| Klinga László | 57 kg       | Jorge Ramos (CUB) · 13-6                | Hans-Dieter Brüchert (GDR) · kétvállas  | Megdiin Khoilogdorj (MGL) · kétvállas  | kiesett                                  | kiesett                         | kiesett                    | kiesett                                                                                             | helyezetlen |
| Fodor Mihály  | 62 kg       | Eduard Giray (FRG) · 4-6                | Zeveg Ojdov (MGL) · kizárták            | kiesett                                | kiesett                                  | kiesett                         | kiesett                    | kiesett                                                                                             | helyezetlen |
| Kocsis János  | 68 kg       | Doncso Zsekov (BUL) · 4-9               | Clive Llewellyn (CAN) · 7-5             | Rami Miron (ISR) · kizárták            | José Ramos (CUB) · 3-8                   | kiesett                         | kiesett                    | kiesett                                                                                             | helyezetlen |
| Toma Mihály   | 74 kg       | Jancso Pavlov (BUL) · 0-21              | Marin Pîrcălabu (ROU) · 4-5             | kiesett                                | kiesett                                  | kiesett                         |                            | kiesett                                                                                             | helyezetlen |
| Kovács István | 82 kg       | Mohamed Hassan Mohebbi (IRI) · kizárták | Manuel Villapol (PUR) · kétvállas       | Mehmet Uzun (TUR) · 7-8                | John Peterson (USA) · 3-10               | kiesett                         | kiesett                    | kiesett                                                                                             | 7.          |
| Molnár Géza   | 90 kg       | Paweł Kurczewski (POL) · 3-6            | Horst Stottmeister (GDR) · kizárták     | kiesett                                | kiesett                                  | kiesett                         | kiesett                    | kiesett                                                                                             | helyezetlen |
| Balla József  | +100 kg     | Szoszlan Angyijev (URS) · kizárták      | Moslem Eskandar-Filabi (IRI) · kizárták | Jimmy Jackson (USA) · 10-9             | Iszogai Jorihide (JPN) · kétvállas       | Nikola Dinev (BUL) · 6-3        | Ladislau Şimon (ROU) · 7-5 | Hozott eredmény · Szoszlan Angyijev (URS) · kizárták · Hozott eredmény · Ladislau Şimon (ROU) · 7-5 |             |

## Cselgáncs
| Versenyző         | Versenyszám  | Csoport | Selejtező         | 32-es főtábla              | Nyolcaddöntő                               | Negyeddöntő                 | Elődöntő                   | Vigaszág negyeddöntő | Vigaszág elődöntő | Bronz- mérkőzés              | Döntő             | Helyezés |
| Versenyző         | Versenyszám  | Csoport | Ellenfél Eredmény | Ellenfél Eredmény          | Ellenfél Eredmény                          | Ellenfél Eredmény           | Ellenfél Eredmény          | Ellenfél Eredmény    | Ellenfél Eredmény | Ellenfél Eredmény            | Ellenfél Eredmény | Helyezés |
| ----------------- | ------------ | ------- | ----------------- | -------------------------- | ------------------------------------------ | --------------------------- | -------------------------- | -------------------- | ----------------- | ---------------------------- | ----------------- | -------- |
| Tuncsik József    | Könnyűsúly   | B       |                   | Gerardo Padilla (MEX) · GY | Ivan Vidmajer (YUG) · GY                   | Bakhvain Buyadaa (MGL) · GY | Héctor Rodríguez (CUB) · V |                      |                   | Marian Standowicz (POL) · GY |                   |          |
| Molnár Károly     | Váltósúly    | A       |                   | Dietmar Hötger (GDR) · V   | kiesett                                    | kiesett                     | kiesett                    |                      |                   |                              |                   | 19.      |
| Kiss Endre        | Középsúly    | B       |                   | Rainer Fischer (CAN) · GY  | Pak Jongcshol (Park Yeong-cheol) (KOR) · V | kiesett                     | kiesett                    |                      |                   |                              |                   | 13.      |
| Ipacs László      | Félnehézsúly | B       | erőnyerő          | Arthur Schnabel (FRG) · V  | kiesett                                    | kiesett                     | kiesett                    |                      |                   |                              |                   | 18.      |
| Petrovszky Mihály | Nehézsúly    | A       |                   | erőnyerő                   | Rémi Berthet (FRA) · GY                    | Keith Remfry (GBR) · V      | kiesett                    |                      |                   |                              |                   | 11.      |
| Varga Imre        | Nyílt        | B       |                   | Dietmar Lorenz (GDR) · GY  | Cso Dzsegi (Jo Jae-gi) (KOR) · V           | kiesett                     | kiesett                    |                      |                   |                              |                   | 11.      |

## Evezés
Női
| Versenyző                                                                            | Versenyszám              | Előfutam | Előfutam | Vigaszág | Vigaszág | Döntő | Döntő   | Döntő | Helyezés |
| Versenyző                                                                            | Versenyszám              | Idő      | Hely.    | Idő      | Hely.    | Típus | Idő     | Hely. | Helyezés |
| ------------------------------------------------------------------------------------ | ------------------------ | -------- | -------- | -------- | -------- | ----- | ------- | ----- | -------- |
| Ambrus Mariann                                                                       | Egypárevezős             | 3:47,97  | 3.       | 4:10,20  | 2.       | A     | 4:22,59 | 6.    | 6.       |
| Pál Katalin Kéri-Novák Judit                                                         | Kormányos nélküli kettes | 3:57,17  | 5.       | 4:06,81  | 5.       | B     | 4:11,93 | 5.    | 11.      |
| Bata Ilona Kosztolányi Kamilla Gyimesi Valéria Szijj Ágnes Nagy Erzsébet (kormányos) | Kormányos négypárevezős  | 3:24,37  | 3.       | 3:37,29  | 3.       | B     | 3:55,33 | 2.    | 8.       |

## Kajak-kenu
Férfi
| Versenyző                                            | Versenyszám         | Előfutam | Előfutam | Előfutam | Vigaszág | Vigaszág | Vigaszág | Elődöntő | Elődöntő | Elődöntő | Döntő   | Döntő    |
| Versenyző                                            | Versenyszám         | Idő      | Hely.    | Össz.    | Idő      | Hely.    | Össz.    | Idő      | Hely.    | Össz.    | Idő     | Helyezés |
| ---------------------------------------------------- | ------------------- | -------- | -------- | -------- | -------- | -------- | -------- | -------- | -------- | -------- | ------- | -------- |
| Sztanity Zoltán                                      | Kajak egyes 500 m   | 1:57,12  | 2.       | 7.       | erőnyerő | erőnyerő | erőnyerő | 1:53,79  | 2.       | 5.       | 1:46,95 |          |
| Csapó Géza                                           | Kajak egyes 1000 m  | 3:57,46  | 2.       | 8.       | erőnyerő | erőnyerő | erőnyerő | 3:44,77  | 1.       | 1.       | 3:48,84 |          |
| Deme József Rátkai János                             | Kajak kettes 500 m  | 1:42,75  | 5.       | 7.       | 1:42,51  | 1.       | 1.       | 1:38,92  | 2.       | 3.       | 1:38,81 | 5.       |
| Bakó Zoltán Szabó István                             | Kajak kettes 1000 m | 3:30,50  | 1.       | 1.       | erőnyerő | erőnyerő | erőnyerő | 3:27,62  | 2.       | 4.       | 3:30,36 |          |
| Deme József Giczy Csaba Rátkai János Romhányi Zoltán | Kajak négyes 1000 m | 3:15,52  | 4.       | 12.      | 3:06,89  | 1.       | 1.       | 3:12,21  | 2.       | 4.       | 3:14,67 | 8.       |
| Szegedi Károly                                       | Kenu egyes 500 m    | 2:10,82  | 2.       | 3.       | erőnyerő | erőnyerő | erőnyerő | 2:07,50  | 1.       | 3.       | 2:01,12 | 6.       |
| Wichmann Tamás                                       | Kenu egyes 1000 m   | 4:14,87  | 2.       | 2.       | erőnyerő | erőnyerő | erőnyerő | 4:17,32  | 1.       | 5.       | 4:14,11 |          |
| Buday Tamás Frey Oszkár                              | Kenu kettes 500 m   | 1:56,44  | 1.       | 1.       | erőnyerő | erőnyerő | erőnyerő | 1:49,60  | 2.       | 3.       | 1:48,35 |          |
| Buday Tamás Frey Oszkár                              | Kenu kettes 1000 m  | 3:52,23  | 5.       | 5.       | 3:44,20  | 1.       | 1.       | 3:55,43  | 2.       | 2.       | 3:55,66 |          |

Női
| Versenyző                 | Versenyszám        | Előfutam | Előfutam | Előfutam | Vigaszág | Vigaszág | Vigaszág | Elődöntő | Elődöntő | Elődöntő | Döntő   | Döntő    |
| Versenyző                 | Versenyszám        | Idő      | Hely.    | Össz.    | Idő      | Hely.    | Össz.    | Idő      | Hely.    | Össz.    | Idő     | Helyezés |
| ------------------------- | ------------------ | -------- | -------- | -------- | -------- | -------- | -------- | -------- | -------- | -------- | ------- | -------- |
| Rajnai Klára              | Kajak egyes 500 m  | 2:14,90  | 3.       | 7.       | erőnyerő | erőnyerő | erőnyerő | 2:09,39  | 2.       | 5.       | 2:05,01 |          |
| Pfeffer Anna Rajnai Klára | Kajak kettes 500 m | 1:54,25  | 2.       | 2.       | erőnyerő | erőnyerő | erőnyerő | 1:52,51  | 1.       | 2.       | 1:51,69 |          |

## Kerékpározás

### Pálya-kerékpározás
Üldözőversenyek
| Versenyző   | Versenyszám  | Selejtező | Selejtező | Nyolcaddöntő                      | Nyolcaddöntő | Nyolcaddöntő | Negyeddöntő  | Negyeddöntő | Negyeddöntő | Elődöntő     | Elődöntő  | Elődöntő | Döntő        | Döntő     | Helyezés |
| Versenyző   | Versenyszám  | Idő       | Hely.     | Ellenfél Idő                      | Saját idő    | Hely.        | Ellenfél Idő | Saját idő   | Hely.       | Ellenfél Idő | Saját idő | Hely.    | Ellenfél Idő | Saját idő | Helyezés |
| ----------- | ------------ | --------- | --------- | --------------------------------- | ------------ | ------------ | ------------ | ----------- | ----------- | ------------ | --------- | -------- | ------------ | --------- | -------- |
| Szűcs Gábor | Férfi egyéni | 5:00,39   | 16.       | Vlagyimir Oszokin (URS) · 4:45,10 | lekörözték   | 16.          | kiesett      | kiesett     | kiesett     | kiesett      | kiesett   | kiesett  | kiesett      | kiesett   | 16.      |

## Kézilabda

### Férfi
| Magyar férfi kézilabdacsapat-játékoskeret                                                         | Magyar férfi kézilabdacsapat-játékoskeret                                                      |
| ------------------------------------------------------------------------------------------------- | ---------------------------------------------------------------------------------------------- |
| - Bartalos Béla - Buday Ferenc - Gubányi Ernő - Jánovszki László - Kenyeres József - Kontra Zsolt | - Kovács Péter - Süvöltős Mihály - Szilágyi István - Varga István - Vass Károly - Verőci Gábor |

#### Eredmények
Csoportkör
B csoport
| Csapat                 | M                               | Gy                              | D                               | V                               | G+                              | G–                              | Gk                              | P                               |
| ---------------------- | ------------------------------- | ------------------------------- | ------------------------------- | ------------------------------- | ------------------------------- | ------------------------------- | ------------------------------- | ------------------------------- |
| Románia (ROU)          | 4                               | 3                               | 1                               | 0                               | 91                              | 71                              | +20                             | 7                               |
| Lengyelország (POL)    | 4                               | 3                               | 0                               | 1                               | 80                              | 71                              | +9                              | 6                               |
| Magyarország (HUN)     | 4                               | 2                               | 0                               | 2                               | 92                              | 82                              | +10                             | 4                               |
| Csehszlovákia (TCH)    | 4                               | 1                               | 1                               | 2                               | 85                              | 82                              | +3                              | 3                               |
| Egyesült Államok (USA) | 4                               | 0                               | 0                               | 4                               | 80                              | 122                             | –42                             | 0                               |
| Tunézia (TUN)          | Két mérkőzés után visszalépett. | Két mérkőzés után visszalépett. | Két mérkőzés után visszalépett. | Két mérkőzés után visszalépett. | Két mérkőzés után visszalépett. | Két mérkőzés után visszalépett. | Két mérkőzés után visszalépett. | Két mérkőzés után visszalépett. |

| 1976. július 18. | Románia (ROU) | 23 – 18 | Magyarország (HUN) | Montréal |
| 1976. július 18. | Birtalan 6    | (13–8)  | Szilágyi, Vass 4   | Montréal |
| 1976. július 18. |               |         |                    | Montréal |

| 1976. július 20. | Lengyelország (POL) | 18 – 16 | Magyarország (HUN) | Sherbrooke |
| 1976. július 20. | Kałuziński 8        | (7–8)   | Varga 7            | Sherbrooke |
| 1976. július 20. |                     |         |                    | Sherbrooke |

| 1976. július 22. | Magyarország (HUN) | 36 – 21 | Egyesült Államok (USA) | Montréal |
| 1976. július 22. | Varga 9            | (18–9)  | Randolph Dean 6        | Montréal |
| 1976. július 22. |                    |         |                        | Montréal |

| 1976. július 24. | Magyarország (HUN) | Tunézia visszalépett | Tunézia (TUN) | Québec |
| 1976. július 24. |                    |                      |               | Québec |
| 1976. július 24. |                    |                      |               | Québec |

| 1976. július 26. | Csehszlovákia (TCH) | 20 – 22 | Magyarország (HUN) | Montréal |
| 1976. július 26. | Mikeš 7             | (11–10) | Vass 7             | Montréal |
| 1976. július 26. |                     |         |                    | Montréal |

Az 5. helyért
| 1976. július 27. | Jugoszlávia (YUG) | 21 – 19 | Magyarország (HUN) | Montréal |
| 1976. július 27. | Serdarušić 7      | (11–9)  | Vass 6             | Montréal |
| 1976. július 27. |                   |         |                    | Montréal |

| Csapat             | Helyezés |
| ------------------ | -------- |
| Magyarország (HUN) | 6.       |

### Női
| Magyar női kézilabdacsapat-játékoskeret | Magyar női kézilabdacsapat-játékoskeret |
| --- | --- |
| - Angyal Éva - Berzsenyi Mária - Bujdosó Ágota - Csajbókné Németh Erzsébet - Gódorné Nagy Marianna - Csíkné Horváth Klára - Kéziné Pethő Zsuzsanna | - Lakiné Tóth Harsányi Katalin - Lelkesné Tomann Rozália - Megyeriné Pacsai Márta - Nagy Ilona - Sterbinszky Amália - Tóth Harsányi Borbála - Vadászné Vanya Mária |

#### Eredmények
Csoportkör
| 1976. július 20. | Magyarország (HUN) | 25 – 18  | Japán (JPN) | Montréal |
| 1976. július 20. | Vadászné 7         | (10 – 7) | Macusita 3  | Montréal |
| 1976. július 20. |                    |          |             | Montréal |

| 1976. július 22. | Magyarország (HUN) | 24 – 3   | Kanada (CAN)    | Sherbrooke |
| 1976. július 22. | Sterbinszky 5      | (11 – 3) | három játékos 1 | Sherbrooke |
| 1976. július 22. |                    |          |                 | Sherbrooke |

| 1976. július 24. | Szovjetunió (URS) | 12 – 9  | Magyarország (HUN) | Sherbrooke |
| 1976. július 24. | Turcsina 5        | (5 – 5) | Sterbinszky 4      | Sherbrooke |
| 1976. július 24. |                   |         |                    | Sherbrooke |

| 1976. július 26. | NDK (GDR) | 7 – 7   | Magyarország (HUN) | Québec |
| 1976. július 26. | Richter 3 | (2 – 4) | Angyal 3           | Québec |
| 1976. július 26. |           |         |                    | Québec |

| 1976. július 28. | Magyarország (HUN)      | 20 – 15  | Románia (ROU) | Montréal |
| 1976. július 28. | Sterbinszky, Lelkesné 5 | (10 – 6) | Mikloş 5      | Montréal |
| 1976. július 28. |                         |          |               | Montréal |

Végeredmény
| Helyezés | Csapat             | M | Gy | D | V | G+ | G–  | Gk  | P  |
| -------- | ------------------ | - | -- | - | - | -- | --- | --- | -- |
| Arany    | Szovjetunió (URS)  | 5 | 5  | 0 | 0 | 92 | 40  | +52 | 10 |
| Ezüst    | NDK (GDR)          | 5 | 3  | 1 | 1 | 89 | 47  | +42 | 7  |
| Bronz    | Magyarország (HUN) | 5 | 3  | 1 | 1 | 85 | 55  | +30 | 7  |
| 4.       | Románia (ROU)      | 5 | 2  | 0 | 3 | 73 | 83  | –10 | 4  |
| 5.       | Japán (JPN)        | 5 | 1  | 0 | 4 | 72 | 115 | –43 | 2  |
| 6.       | Kanada (CAN)       | 5 | 0  | 0 | 5 | 35 | 106 | –71 | 0  |

| Csapat             | Helyezés |
| ------------------ | -------- |
| Magyarország (HUN) |          |

## Ökölvívás
| Versenyző      | Versenyszám  | Selejtező                       | 32-es főtábla                          | Nyolcaddöntő                       | Negyeddöntő                   | Elődöntő          | Döntő             | Helyezés |
| Versenyző      | Versenyszám  | Ellenfél Eredmény               | Ellenfél Eredmény                      | Ellenfél Eredmény                  | Ellenfél Eredmény             | Ellenfél Eredmény | Ellenfél Eredmény | Helyezés |
| -------------- | ------------ | ------------------------------- | -------------------------------------- | ---------------------------------- | ----------------------------- | ----------------- | ----------------- | -------- |
| Gedó György    | Papírsúly    |                                 | Sayed Bashiri (IRI) · KO               | Serdambyn Batsükh (MGL) · 5-0      | Payao Poontarat (THA) · 1-4   | kiesett           | kiesett           | 5.       |
| Orbán Sándor   | Légsúly      | Said Ahmed El-Ashry (EGY) · 0-5 | kiesett                                | kiesett                            | kiesett                       | kiesett           | kiesett           | 24.      |
| Jakab József   | Harmatsúly   | erőnyerő                        | Stefan Förster (GDR) · 0-5             | kiesett                            | kiesett                       | kiesett           | kiesett           | 15.      |
| Badari Tibor   | Pehelysúly   | erőnyerő                        | Gizaw Asefa (ETH) · nem vett részt     | Davey Armstrong (USA) · 0-5        | kiesett                       | kiesett           | kiesett           | 9.       |
| Botos András   | Könnyűsúly   | erőnyerő                        | David Ssensonjo (UGA) · nem vett részt | Jeórjiosz Agrimanákisz (GRE) · 4-1 | Vaszilij Szolomin (URS) · 0-5 | kiesett           | kiesett           | 5.       |
| Nagy József    | Kisváltósúly | erőnyerő                        | Obisia Nwakpa (NGR) · nem vett részt   | Chris Clarke (CAN) · RSC           | Andrés Aldama (CUB) · feladta | kiesett           | kiesett           | 5.       |
| Jakab Vilmos   | Félnehézsúly |                                 | Mama Mohamed (GHA) · nem vett részt    | Juan Domingo Suárez (ARG) · KO     | kiesett                       | kiesett           | kiesett           | 9.       |
| Pákozdi László | Nehézsúly    |                                 | erőnyerő                               | Peter Hussing (FRG) · 0-5          | kiesett                       | kiesett           | kiesett           | 9.       |

## Öttusa
| Versenyző                                       | Versenyszám | Lovaglás | Lovaglás | Lovaglás | Lovaglás | Vívás    | Vívás | Vívás  | Lövészet | Lövészet | Lövészet | Úszás   | Úszás | Úszás | Futás   | Futás | Futás | Összesen    | Összesen |
| Versenyző                                       | Versenyszám | Idő      | Bünt.    | Pont     | Hely.    | Eredmény | Pont  | Hely.  | Pontszám | Pont     | Hely.    | Idő     | Pont  | Hely. | Idő     | Pont  | Hely. | Összes pont | Helyezés |
| ----------------------------------------------- | ----------- | -------- | -------- | -------- | -------- | -------- | ----- | ------ | -------- | -------- | -------- | ------- | ----- | ----- | ------- | ----- | ----- | ----------- | -------- |
| Kancsal Tamás                                   | Egyéni      | 2:35,0   | 234      | 866      | 43.      | 32–13    | 990*  | 2.     | 192      | 956      | 16.      | 3:33,70 | 1164  | 16.   | 13:02,9 | 1219  | 13.   | 5195        | 9.       |
| Maracskó Tibor                                  | Egyéni      | 1:53,0   | 128      | 972      | 38.      | 25–20    | 832   | 13.*** | 189      | 890      | 25.      | 3:28,64 | 1204  | 11.   | 12:59,4 | 1228  | 11.   | 5126        | 13.      |
| Sasics Szvetiszláv                              | Egyéni      | 2:02,2   | 166      | 934      | 42.      | 29–16    | 928   | 5.**   | 190      | 912      | 23.      | 3:34,23 | 1160  | 18.   | 13:36,6 | 1117  | 35.   | 5051        | 18.      |
| Kancsal Tamás Maracskó Tibor Sasics Szvetiszláv | Csapat      |          |          | 2772     | 12.      |          | 2773  | 2.     |          | 2758     | 5.       |         | 3528  | 4.    |         | 3564  | 5.    | 15395       |          |

* - vívásban 10 pontos büntetést kapott

** - egy másik versenyzővel azonos eredményt ért el

*** - három másik versenyzővel azonos eredményt ért el

## Röplabda

### Női
| Magyar női röplabdacsapat-játékoskeret                                                                            | Magyar női röplabdacsapat-játékoskeret                                                             |
| --- | -------------------------------------------------------------------------------------------------- |
| - Bárdi Györgyi - Bánhegyi-Radó Lucia - Biszku Éva - Biszku Zsuzsanna - Csapó Gabriella - Eichler-Schadek Katalin | - Gajdos Ágnes - Schlégl Judit - Siry Emerencia - Sebők-Szalay Éva - Szloboda Zsuzsa - Torma Ágnes |

#### Eredmények
Csoportkör
A csoport
|                    |      | Mérkőzések | Mérkőzések | Szettek | Szettek | Szettek | Pontok | Pontok | Pontok |
| Csapat             | Pont | Gy         | V          | Sz+     | Sz–     | SzA     | P+     | P–     | PA     |
| ------------------ | ---- | ---------- | ---------- | ------- | ------- | ------- | ------ | ------ | ------ |
| Japán (JPN)        | 6    | 3          | 0          | 9       | 0       | MAX     | 135    | 43     | 3,140  |
| Magyarország (HUN) | 5    | 2          | 1          | 6       | 5       | 1,200   | 120    | 132    | 0,909  |
| Peru (PER)         | 4    | 1          | 2          | 4       | 8       | 0,500   | 124    | 154    | 0,805  |
| Kanada (CAN)       | 3    | 0          | 3          | 3       | 9       | 0,333   | 113    | 163    | 0,693  |

| 1976. július 19. 15:30 | Magyarország (HUN) | 0 – 3 | Japán (JPN) |  |
| 1976. július 19. 15:30 | (6–15, 3–15, 4–15) |       |             |  |

| 1976. július 21. 19:30 | Kanada (CAN)               | 1 – 3 | Magyarország (HUN) |  |
| 1976. július 21. 19:30 | (13–15, 10–15, 15–9, 9–15) |       |                    |  |

| 1976. július 23. 15:30 | Magyarország (HUN)        | 3 – 1 | Peru (PER) |  |
| 1976. július 23. 15:30 | (7–15, 15–8, 15–3, 16–14) |       |            |  |

Elődöntő
| 1976. július 29. 13:00 | Magyarország (HUN)   | 0 – 3 | Szovjetunió (URS) |  |
| 1976. július 29. 13:00 | (10–15, 10–15, 9–15) |       |                   |  |

Bronzmérkőzés
| 1976. július 30. 13:00 | Dél-Korea (KOR)             | 3 – 1 | Magyarország (HUN) |  |
| 1976. július 30. 13:00 | (12–15, 15–12, 15–10, 15–6) |       |                    |  |

| Csapat             | Helyezés |
| ------------------ | -------- |
| Magyarország (HUN) | 4.       |

## Sportlövészet
Nyílt
| Versenyző      | Versenyszám           | Pont | Helyezés |
| -------------- | --------------------- | ---- | -------- |
| Bodnár Tibor   | Futócéllövészet       | 561  | 10.      |
| Szabó Gyula    | Futócéllövészet       | 562  | 9.       |
| Hammerl László | Sportpuska, fekvő     | 587  | 37.      |
| Papp Lajos     | Sportpuska, fekvő     | 590  | 20.      |
| Papp Lajos     | Sportpuska, összetett | 1145 | 13.      |
| Nagy Sándor    | Sportpuska, összetett | 1129 | 35.      |
| Gruber György  | Trap                  | 177  | 18.      |
| Talabos István | Skeet                 | 189  | 30.      |

## Súlyemelés
| Versenyző         | Versenyszám | Szakítás | Szakítás | Lökés                    | Lökés                    | Összesen | Helyezés |
| Versenyző         | Versenyszám | Eredmény | Helyezés | Eredmény                 | Helyezés                 | Összesen | Helyezés |
| ----------------- | ----------- | -------- | -------- | ------------------------ | ------------------------ | -------- | -------- |
| Kőszegi György    | 52 kg       | 107,5    | 1.       | 130,0                    | 3.                       | 237,5    |          |
| Szűcs Lajos       | 52 kg       | 95,0     | 8.       | érvényes kísérlet nélkül | érvényes kísérlet nélkül | kiesett  | kiesett  |
| Földi Imre        | 56 kg       | 105,0    | 7.       | 140,0                    | 3.                       | 245,0    | 5.       |
| Stefanovics Imre  | 56 kg       | 102,5    | 10.      | érvényes kísérlet nélkül | érvényes kísérlet nélkül | kiesett  | kiesett  |
| Komjáti János     | 75 kg       | 135,0    | 10.      | érvényes kísérlet nélkül | érvényes kísérlet nélkül | kiesett  | kiesett  |
| Stark András      | 75 kg       | 140,0    | 7.       | 175,0                    | 7.                       | 315,0    | 6.       |
| Antalovics Ferenc | 82,5 kg     | 155,0    | 4.       | érvényes kísérlet nélkül | érvényes kísérlet nélkül | kiesett  | kiesett  |
| Baczakó Péter     | 82,5 kg     | 157,5    | 3.       | 187,5                    | 5.                       | 345,0    |          |
| Rehus Uzor György | 90 kg       | 157,5    | 4.       | 192,5                    | 4.                       | 350,0    | 4.       |

## Torna
Férfi
| Versenyző                                                                     | Versenyszám      | Selejtező | Selejtező | Döntő    | Döntő    |
| Versenyző                                                                     | Versenyszám      | Pontszám  | Helyezés  | Pontszám | Helyezés |
| ----------------------------------------------------------------------------- | ---------------- | --------- | --------- | -------- | -------- |
| Bánrévi Imre                                                                  | Talaj            | 17,95     | 48.       | kiesett  | kiesett  |
| Bánrévi Imre                                                                  | Ugrás            | 18,95     | 18.       | kiesett  | kiesett  |
| Bánrévi Imre                                                                  | Korlát           | 17,75     | 62.       | kiesett  | kiesett  |
| Bánrévi Imre                                                                  | Nyújtó           | 18,55     | 39.       | kiesett  | kiesett  |
| Bánrévi Imre                                                                  | Gyűrű            | 18,60     | 36.       | kiesett  | kiesett  |
| Bánrévi Imre                                                                  | Lólengés         | 17,35     | 75.       | kiesett  | kiesett  |
| Bánrévi Imre                                                                  | Egyéni összetett | 109,15    | 48.*      | kiesett  | kiesett  |
| Donáth Ferenc                                                                 | Talaj            | 18,60     | 24.       | kiesett  | kiesett  |
| Donáth Ferenc                                                                 | Ugrás            | 19,10     | 7.        | kiesett  | kiesett  |
| Donáth Ferenc                                                                 | Korlát           | 18,70     | 21.       | kiesett  | kiesett  |
| Donáth Ferenc                                                                 | Nyújtó           | 19,20     | 10.       | 19,200   | 6.       |
| Donáth Ferenc                                                                 | Gyűrű            | 19,30     | 6.        | 19,200   | 4.       |
| Donáth Ferenc                                                                 | Lólengés         | 18,70     | 25.       | kiesett  | kiesett  |
| Donáth Ferenc                                                                 | Egyéni összetett | 113,60    | 14.       | 112,750  | 13.      |
| Farkas Árpád                                                                  | Talaj            | 18,15     | 39.       | kiesett  | kiesett  |
| Farkas Árpád                                                                  | Ugrás            | 18,70     | 35.       | kiesett  | kiesett  |
| Farkas Árpád                                                                  | Korlát           | 18,15     | 44.       | kiesett  | kiesett  |
| Farkas Árpád                                                                  | Nyújtó           | 17,85     | 61.       | kiesett  | kiesett  |
| Farkas Árpád                                                                  | Gyűrű            | 18,50     | 43.       | kiesett  | kiesett  |
| Farkas Árpád                                                                  | Lólengés         | 18,30     | 44.       | kiesett  | kiesett  |
| Farkas Árpád                                                                  | Egyéni összetett | 109,65    | 40.       | kiesett  | kiesett  |
| Laufer Béla                                                                   | Talaj            | 18,45     | 29.       | kiesett  | kiesett  |
| Laufer Béla                                                                   | Ugrás            | 19,05     | 11.       | kiesett  | kiesett  |
| Laufer Béla                                                                   | Korlát           | 18,00     | 53.       | kiesett  | kiesett  |
| Laufer Béla                                                                   | Nyújtó           | 18,80     | 25.       | kiesett  | kiesett  |
| Laufer Béla                                                                   | Gyűrű            | 18,80     | 24.       | kiesett  | kiesett  |
| Laufer Béla                                                                   | Lólengés         | 18,50     | 32.       | kiesett  | kiesett  |
| Laufer Béla                                                                   | Egyéni összetett | 111,60    | 26.       | kiesett  | kiesett  |
| Magyar Zoltán                                                                 | Talaj            | 18,50     | 28.       | kiesett  | kiesett  |
| Magyar Zoltán                                                                 | Ugrás            | 19,15     | 6.        | 19,150   | 5.*      |
| Magyar Zoltán                                                                 | Korlát           | 19,00     | 9.        | kiesett  | kiesett  |
| Magyar Zoltán                                                                 | Nyújtó           | 19,05     | 17.       | kiesett  | kiesett  |
| Magyar Zoltán                                                                 | Gyűrű            | 18,95     | 17.       | kiesett  | kiesett  |
| Magyar Zoltán                                                                 | Lólengés         | 19,60     | 1.        | 19,700   |          |
| Magyar Zoltán                                                                 | Egyéni összetett | 114,25    | 8.*       | 113,425  | 9.       |
| Molnár Imre                                                                   | Talaj            | 18,70     | 20.       | kiesett  | kiesett  |
| Molnár Imre                                                                   | Ugrás            | 19,45     | 1.        | 19,150   | 5.*      |
| Molnár Imre                                                                   | Korlát           | 18,75     | 17.       | kiesett  | kiesett  |
| Molnár Imre                                                                   | Nyújtó           | 18,85     | 22.       | kiesett  | kiesett  |
| Molnár Imre                                                                   | Gyűrű            | 18,90     | 20.       | kiesett  | kiesett  |
| Molnár Imre                                                                   | Lólengés         | 19,00     | 11.       | kiesett  | kiesett  |
| Molnár Imre                                                                   | Egyéni összetett | 113,65    | 13.       | 113,575  | 8.       |
| Bánrévi Imre Donáth Ferenc Farkas Árpád Laufer Béla Magyar Zoltán Molnár Imre | Csapat összetett |           |           | 564,45   | 4.       |

Női
| Versenyző                                                                          | Versenyszám      | Selejtező | Selejtező | Döntő    | Döntő    |
| Versenyző                                                                          | Versenyszám      | Pontszám  | Helyezés  | Pontszám | Helyezés |
| ---------------------------------------------------------------------------------- | ---------------- | --------- | --------- | -------- | -------- |
| Egervári Márta                                                                     | Talaj            | 19,15     | 14.       | kiesett  | kiesett  |
| Egervári Márta                                                                     | Ugrás            | 19,40     | 8.        | 19,450   | 6.       |
| Egervári Márta                                                                     | Felemás korlát   | 19,75     | 5.        | 19,775   |          |
| Egervári Márta                                                                     | Gerenda          | 18,75     | 20.       | kiesett  | kiesett  |
| Egervári Márta                                                                     | Egyéni összetett | 77,05     | 9.**      | 77,325   | 7.       |
| Kelemen Márta                                                                      | Talaj            | 18,45     | 57.       | kiesett  | kiesett  |
| Kelemen Márta                                                                      | Ugrás            | 18,75     | 32.       | kiesett  | kiesett  |
| Kelemen Márta                                                                      | Felemás korlát   | 19,00     | 33.       | kiesett  | kiesett  |
| Kelemen Márta                                                                      | Gerenda          | 18,45     | 27.       | kiesett  | kiesett  |
| Kelemen Márta                                                                      | Egyéni összetett | 74,65     | 34.*      | kiesett  | kiesett  |
| Lővei Mária                                                                        | Talaj            | 18,60     | 50.       | kiesett  | kiesett  |
| Lővei Mária                                                                        | Ugrás            | 19,25     | 12.       | kiesett  | kiesett  |
| Lővei Mária                                                                        | Felemás korlát   | 18,85     | 41.       | kiesett  | kiesett  |
| Lővei Mária                                                                        | Gerenda          | 18,45     | 27.       | kiesett  | kiesett  |
| Lővei Mária                                                                        | Egyéni összetett | 75,15     | 27.       | kiesett  | kiesett  |
| Medveczky Krisztina                                                                | Talaj            | 19,00     | 19.       | kiesett  | kiesett  |
| Medveczky Krisztina                                                                | Ugrás            | 19,05     | 17.       | kiesett  | kiesett  |
| Medveczky Krisztina                                                                | Felemás korlát   | 19,45     | 12.       | kiesett  | kiesett  |
| Medveczky Krisztina                                                                | Gerenda          | 18,65     | 22.       | kiesett  | kiesett  |
| Medveczky Krisztina                                                                | Egyéni összetett | 76,15     | 17.       | 75,975   | 13.      |
| Óvári Éva                                                                          | Talaj            | 18,80     | 34.       | kiesett  | kiesett  |
| Óvári Éva                                                                          | Ugrás            | 18,70     | 34.       | kiesett  | kiesett  |
| Óvári Éva                                                                          | Felemás korlát   | 18,90     | 38.       | kiesett  | kiesett  |
| Óvári Éva                                                                          | Gerenda          | 19,00     | 13.       | kiesett  | kiesett  |
| Óvári Éva                                                                          | Egyéni összetett | 75,40     | 25.       | kiesett  | kiesett  |
| Tóth Margit                                                                        | Talaj            | 18,80     | 34.       | kiesett  | kiesett  |
| Tóth Margit                                                                        | Ugrás            | 19,05     | 17.       | kiesett  | kiesett  |
| Tóth Margit                                                                        | Felemás korlát   | 19,40     | 14.       | kiesett  | kiesett  |
| Tóth Margit                                                                        | Gerenda          | 18,80     | 19.       | kiesett  | kiesett  |
| Tóth Margit                                                                        | Egyéni összetett | 76,05     | 19.       | 75,575   | 17.      |
| Egervári Márta Kelemen Márta Lővei Mária Medveczky Krisztina Óvári Éva Tóth Margit | Csapat összetett |           |           | 380,15   | 4.       |

* - egy másik versenyzővel azonos eredményt ért el

** - két másik versenyzővel azonos eredményt ért el

## Úszás
Férfi
| Versenyző        | Versenyszám    | Előfutam | Előfutam | Előfutam | Elődöntő | Elődöntő | Elődöntő | Döntő    | Döntő    |
| Versenyző        | Versenyszám    | Idő      | Hely.    | Össz.    | Idő      | Hely.    | Össz.    | Idő      | Helyezés |
| ---------------- | -------------- | -------- | -------- | -------- | -------- | -------- | -------- | -------- | -------- |
| Koczka István    | 400 m gyors    | 4:03,75  | 3.       | 24.      |          |          |          | kiesett  | kiesett  |
| Koczka István    | 1500 m gyors   | 16:05,54 | 4.       | 21.      |          |          |          | kiesett  | kiesett  |
| Nagy Sándor      | 1500 m gyors   | 15:48,41 | 3.       | 13.      |          |          |          | kiesett  | kiesett  |
| Nagy Sándor      | 400 m gyors    | 4:00,02  | 2.       | 6.       |          |          |          | 3:57,81  | 6.       |
| Wladár Zoltán    | 400 m gyors    | 4:00,55  | 2.       | 11.      |          |          |          | kiesett  | kiesett  |
| Wladár Zoltán    | 1500 m gyors   | 15:37,61 | 1.       | 7.       |          |          |          | 15:45,97 | 8.       |
| Rudolf Róbert    | 100 m hát      | 1:00,58  | 4.       | 21.      | kiesett  | kiesett  | kiesett  | kiesett  | kiesett  |
| Rudolf Róbert    | 200 m hát      | 2:06,37  | 3.       | 8.       |          |          |          | 2:07,30  | 7.       |
| Verrasztó Zoltán | 200 m hát      | 2:05,93  | 1.       | 7.       |          |          |          | 2:08,23  | 8.       |
| Verrasztó Zoltán | 100 m hát      | 59,30    | 2.       | 11.      | 58,63    | 7.       | 12.      | kiesett  | kiesett  |
| Verrasztó Zoltán | 400 m vegyes   | 4:48,51  | 6.       | 28.      |          |          |          | kiesett  | kiesett  |
| Hargitay András  | 400 m vegyes   | 4:28,96  | 1.       | 3.       |          |          |          | 4:27,13  | 4.       |
| Hargitay András  | 200 m pillangó | 2:06,20  | 2.       | 20.      |          |          |          | kiesett  | kiesett  |
| Sós Csaba        | 200 m pillangó | 2:06,71  | 3.       | 21.      |          |          |          | kiesett  | kiesett  |
| Sós Csaba        | 400 m vegyes   | 4:34,72  | 4.       | 13.      |          |          |          | kiesett  | kiesett  |

Női
| Versenyző           | Versenyszám | Előfutam | Előfutam | Előfutam | Elődöntő | Elődöntő | Elődöntő | Döntő   | Döntő    |
| Versenyző           | Versenyszám | Idő      | Hely.    | Össz.    | Idő      | Hely.    | Össz.    | Idő     | Helyezés |
| ------------------- | ----------- | -------- | -------- | -------- | -------- | -------- | -------- | ------- | -------- |
| Verrasztó Gabriella | 100 m hát   | 1:06,27  | 3.       | 17.      | kiesett  | kiesett  | kiesett  | kiesett | kiesett  |
| Verrasztó Gabriella | 200 m hát   | 2:23,36  | 5.       | 16.      |          |          |          | kiesett | kiesett  |

## Vitorlázás
Nyílt
| Versenyző   | Versenyszám | Futam | Futam | Futam | Futam  | Futam | Futam | Futam | Pontszám | Helyezés |
| Versenyző   | Versenyszám | 1     | 2     | 3     | 4      | 5     | 6     | 7     | Pontszám | Helyezés |
| ----------- | ----------- | ----- | ----- | ----- | ------ | ----- | ----- | ----- | -------- | -------- |
| Haán András | Finn dingi  | 22,0  | 26,0  | 5,7   | (30,0) | 16,0  | 21,0  | 23,0  | 113,7    | 17.      |

## Vívás
Férfi
| Versenyző                                                             | Versenyszám       | Selejtező | Selejtező | Selejtező | Selejtező | Selejtező | Selejtező | Főtábla                           | Főtábla                                  | Vigaszág                    | Vigaszág                           | Vigaszág                      | Döntő | Döntő                               | Helyezés |
| Versenyző                                                             | Versenyszám       | 1. kör | 1. kör    | 2. kör | 2. kör    | 3. kör | 3. kör    | 1. kör                            | 2. kör                                   | 1. kör                      | 2. kör                             | 3. kör                        | Döntő | Döntő                               | Helyezés |
| Versenyző                                                             | Versenyszám       | Ellenfél Eredmény | Hely.     | Ellenfél Eredmény | Hely.     | Ellenfél Eredmény | Hely.     | Ellenfél Eredmény                 | Ellenfél Eredmény                        | Ellenfél Eredmény           | Ellenfél Eredmény                  | Ellenfél Eredmény             | Ellenfél Eredmény | Hely.                               | Helyezés |
| --------------------------------------------------------------------- | ----------------- | --- | --------- | --- | --------- | --- | --------- | --------------------------------- | ---------------------------------------- | --------------------------- | ---------------------------------- | ----------------------------- | --- | ----------------------------------- | -------- |
| Kamuti Jenő                                                           | Tőr, egyéni       | C. csoport · Vlagyimir Gyenyiszov (URS) · 1-5 · Szató Norijuki (JPN) · 1-5 · Marek Dąbrowski (POL) · 5-2 · Marty Lang (USA) · 5-3 · José Samalot (PUR) · 3-5         | 5.        | kiesett | kiesett   | kiesett | kiesett   | kiesett                           | kiesett                                  | kiesett                     | kiesett                            | kiesett                       | kiesett | kiesett                             | 40.      |
| Komatist József                                                       | Tőr, egyéni       | E. csoport · Frédéric Pietruszka (FRA) · 3-5 · Carlo Montano (ITA) · 3-5 · Rob Bruniges (GBR) · 5-2 · Michel Dessureault (CAN) · 5-1 · Jamal Ameen (KUW) · 5-0       | 3.        | D. csoport · Klaus Reichert (FRG) · 4-5 · Klaus Haertter (GDR) · 5-4 · Ed Ballinger (USA) · 5-4 · Eduardo Jhons (CUB) · 5-4 · Mihai Ţiu (ROU) · 0-5               | 4.        | C. csoport · Aljakszandr Ramanykov (URS) · 3-5 · Klaus Haertter (GDR) · 5-4 · Bernard Talvard (FRA) · 5-4 · Jorge Garbey (CUB) · 5-2 · Graham Paul (GBR) · 3-5     | 3.        | Vlagyimir Gyenyiszov (URS) · 6-10 |                                          | Klaus Reichert (FRG) · 10-5 | Aljakszandr Ramanykov (URS) · 3-10 | kiesett                       | kiesett | kiesett                             | 9.       |
| Somodi Lajos                                                          | Tőr, egyéni       | F. csoport · František Koukal (TCH) · 5-3 · Patrice Gaille (SUI) · 5-3 · Graham Paul (GBR) · 5-4 · Thierry Soumagne (BEL) · 5-1 · Göran Malkar (SWE) · 5-2           | 1.        | C. csoport · Frédéric Pietruszka (FRA) · 1-5 · Fabio Dal Zotto (ITA) · 1-5 · Matthias Behr (FRG) · 3-5 · Ed Donofrio (USA) · 4-5 · Dzsingú Tosio (JPN) · 5-3      | 5.        | kiesett | kiesett   | kiesett                           | kiesett                                  | kiesett                     | kiesett                            | kiesett                       | kiesett | kiesett                             | 32.      |
| Fenyvesi Csaba                                                        | Párbajtőr, egyéni | L. csoport · Paul Szabo (ROU) · 4-5 · Jaroslav Jurka (TCH) · 5-4 · Gilberto Peña (PUR) · 5-1 · Matthew Chan (HKG) · 5-2 · Philippe Riboud (FRA) · 2-5                | 3.        | A. csoport · Paul Szabo (ROU) · 5-2 · Aleksandr Bykov (URS) · 5-3 · Karl-Heinz Müller (AUT) · 5-2 · Ole Mørch (NOR) · 5-5 · Sarkis Assatourian (IRI) · 5-3        | 1.        | D. csoport · Nils Koppang (NOR) · 5-4 · Christian Kauter (SUI) · 3-5 · Jaroslav Jurka (TCH) · 4-5 · Aleksandr Bykov (URS) · 5-4 · Hans-Jürgen Hehn (FRG) · 5-2     | 3.        | Philippe Boisse (FRA) · 10-7      | Rolf Edling (SWE) · 1-10                 |                             | Philippe Boisse (FRA) · 10-8       | Hans-Jürgen Hehn (FRG) · 5-10 | kiesett | kiesett                             | 7.       |
| Kulcsár Győző                                                         | Párbajtőr, egyéni | K. csoport · Philippe Boisse (FRA) · 5-2 · Brooke Makler (USA) · 5-3 · Taweewat Horrapun (THA) · 5-2 · Denis Cunningham (HKG) · 5-4 · Peter Zobl-Wessely (AUT) · 1-5 | 1.        | E. csoport · Borisz Lukomszkij (URS) · 5-4 · Hans Jacobson (SWE) · 5-3 · Pongrácz Antal (ROU) · 5-4 · John Pezza (ITA) · 3-5 · Daniel Giger (SUI) · 2-5           | 3.        | B. csoport · Nicolae Iorgu (ROU) · 1-5 · Alexander Pusch (FRG) · 5-1 · François Suchanecki (SUI) · 5-3 · Nicola Granieri (ITA) · 5-1 · Göran Flodström (SWE) · 2-5 | 2.        | Alexander Pusch (FRG) · 5-10      |                                          | Nicolae Iorgu (ROU) · 10-8  | Hans Jacobson (SWE) · 10-7         | Göran Flodström (SWE) · 10-4  | Hans-Jürgen Hehn (FRG) · 4-5 · Alexander Pusch (FRG) · 5-3 · Jerzy Janikowski (POL) · 5-3 · Rolf Edling (SWE) · 5-3 · Osztrics István (HUN) · 3-5 · Rájátszás: · Alexander Pusch (FRG) · 3-5 · Hans-Jürgen Hehn (FRG) · 2-5 | 3.                                  |          |
| Osztrics István                                                       | Párbajtőr, egyéni | C. csoport · Thierry Soumagne (BEL) · 2-5 · Timothy Belson (GBR) · 5-2 · Alain Dansereau (CAN) · 5-2 · Nicola Granieri (ITA) · 3-5                                   | 2.        | C. csoport · Alexander Pusch (FRG) · 2-5 · Nicolae Iorgu (ROU) · 5-2 · Greg Benko (AUS) · 5-4 · Thierry Soumagne (BEL) · 5-3 · Nils Koppang (NOR) · 1-5           | 3.        | A. csoport · Reinhold Behr (FRG) · 5-1 · Rolf Edling (SWE) · 5-2 · Philippe Boisse (FRA) · 5-1 · Karl-Heinz Müller (AUT) · 5-1 · Jeppe Normann (NOR) · 5-1         | 1.        | Ralph Johnson (GBR) · 10-5        | John Pezza (ITA) · 10-6                  |                             |                                    |                               | Alexander Pusch (FRG) · 2-5 · Hans-Jürgen Hehn (FRG) · 5-1 · Kulcsár Győző (HUN) · 5-3 · Jerzy Janikowski (POL) · 4-5 · Rolf Edling (SWE) · 2-5                                                                             | 4.                                  | 4.       |
| Gedővári Imre                                                         | Kard, egyéni      | D. csoport · Cornel Marin (ROU) · 5-3 · Leszek Jabłonowski (POL) · 5-4 · Marc Lavoie (CAN) · 5-0 · Roger Kam (HKG) · 5-0                                             | 1.        | F. csoport · Mario Aldo Montano (ITA) · 4-5 · Jacek Bierkowski (POL) · 5-4 · Tycho Weißgerber (FRG) · 5-4 · Marc Lavoie (CAN) · 5-1 · John Deanfield (GBR) · 5-2  | 2.        | A. csoport · Viktor Szigyak (URS) · 2-5 · Dan Irimiciuc (ROU) · 5-4 · Patrick Quivrin (FRA) · 5-2 · Tycho Weißgerber (FRG) · 5-3 · Anani Mihajlov (BUL) · 5-2      | 2.        | Angelo Arcidiacono (ITA) · 10-3   | Viktor Szigyak (URS) · 6-10              |                             | Angelo Arcidiacono (ITA) · 10-7    | Michele Maffei (ITA) · 3-10   | kiesett | kiesett                             | 7.       |
| Kovács Tamás                                                          | Kard, egyéni      | E. csoport · Viktor Krovopuszkov (URS) · 2-5 · Guzman Salazar (CUB) · 5-1 · Eli Sukunda (CAN) · 5-2 · José María Casanova (ARG) · 5-2                                | 2.        | B. csoport · Angelo Arcidiacono (ITA) · 2-5 · Vlagyimir Nazlimov (URS) · 4-5 · Patrick Quivrin (FRA) · 5-2 · Stephen Kaplan (USA) · 5-3 · Eli Sukunda (CAN) · 5-2 | 3.        | C. csoport · Viktor Krovopuszkov (URS) · 4-5 · Michele Maffei (ITA) · 3-5 · Paul Apostol (USA) · 2-5 · Jacek Bierkowski (POL) · 5-3 · Cornel Marin (ROU) · 5-3     | 5.        | kiesett                           | kiesett                                  | kiesett                     | kiesett                            | kiesett                       | kiesett | kiesett                             | 17.      |
| Marót Péter                                                           | Kard, egyéni      | C. csoport · Ioan Pop (ROU) · 1-5 · Peter Westbrook (USA) · 4-5 · Peter Mather (GBR) · 5-3 · Juan Gavajda (ARG) · 5-2                                                | 3.        | C. csoport · Viktor Krovopuszkov (URS) · 3-5 · Dan Irimiciuc (ROU) · 3-5 · Guzman Salazar (CUB) · 5-1 · Peter Mather (GBR) · 5-2 · Régis Bonnissent (FRA) · 4-5   | 3.        | B. csoport · Ioan Pop (ROU) · 4-5 · Angelo Arcidiacono (ITA) · 4-5 · Manuel Ortíz (CUB) · 3-5 · Józef Nowara (POL) · 5-4 · Régis Bonnissent (FRA) · 5-4            | 5.        | kiesett                           | kiesett                                  | kiesett                     | kiesett                            | kiesett                       | kiesett | kiesett                             | 18.      |
| Erdős Sándor Fenyvesi Csaba Kamuti Jenő Komatist József Somodi Lajos  | Tőr, csapat       | B. csoport · Kuba (CUB) · 10-6 · Franciaország (FRA) · 1-9 | 2.        | |           | |           | Szovjetunió (URS) · 3-9           | 5–6. helyért · Lengyelország (POL) · 3-9 |                             |                                    |                               | kiesett | kiesett                             | 7.       |
| Erdős Sándor Fenyvesi Csaba Kulcsár Győző Osztrics István Schmitt Pál | Párbajtőr, csapat | B. csoport · Finnország (FIN) · 11-5 · Lengyelország (POL) · 11-4 · Franciaország (FRA) · 8-2                                                                        | 1.        | erőnyerő | erőnyerő  | |           | Norvégia (NOR) · 8-0              | Svédország (SWE) · 6-8                   |                             |                                    |                               | Bronzmérkőzés · Svájc (SUI) · 3-9 | Bronzmérkőzés · Svájc (SUI) · 3-9   | 4.       |
| Hammang Ferenc Gedővári Imre Kovács Tamás Körmőczi Csaba Marót Péter  | Kard, csapat      | D. csoport · Irán (IRI) · 14-2 · Argentína (ARG) · 14-2 · Lengyelország (POL) · 8-6                                                                                  | 1.        | |           | |           | Kuba (CUB) · 8-7                  | Olaszország (ITA) · 5-9                  |                             |                                    |                               | Bronzmérkőzés · Románia (ROU) · 4-9 | Bronzmérkőzés · Románia (ROU) · 4-9 | 4.       |

Női
| Versenyző                                                        | Versenyszám | Selejtező | Selejtező | Selejtező | Selejtező | Selejtező | Selejtező | Főtábla                            | Főtábla                             | Vigaszág                             | Vigaszág                               | Vigaszág                          | Döntő csoport | Döntő csoport                    | Helyezés |
| Versenyző                                                        | Versenyszám | 1. kör | 1. kör    | 2. kör | 2. kör    | 3. kör | 3. kör    | 1. kör                             | 2. kör                              | 1. kör                               | 2. kör                                 | 3. kör                            | Döntő csoport | Döntő csoport                    | Helyezés |
| Versenyző                                                        | Versenyszám | Ellenfél Eredmény | Hely.     | Ellenfél Eredmény | Hely.     | Ellenfél Eredmény | Hely.     | Ellenfél Eredmény                  | Ellenfél Eredmény                   | Ellenfél Eredmény                    | Ellenfél Eredmény                      | Ellenfél Eredmény                 | Ellenfél Eredmény | Hely.                            | Helyezés |
| ---------------------------------------------------------------- | ----------- | --- | --------- | --- | --------- | --- | --------- | ---------------------------------- | ----------------------------------- | ------------------------------------ | -------------------------------------- | --------------------------------- | --- | -------------------------------- | -------- |
| Bóbis Ildikó                                                     | Tőr, egyéni | C. csoport · Jelena Belova (URS) · 3-5 · Wendy Ager-Grant (GBR) · 3-5 · Ana Derșidan-Ene-Pascu (ROU) · 5-3 · Ann O'Donnell (USA) · 5-2                               | 4.        | A. csoport · Jelena Belova (URS) · 0-5 · Max Madsen (DEN) · 5-2 · Brigitte Gapais-Dumont (FRA) · 5-4 · Chantal Payer (CAN) · 5-4 · Ute Kircheis-Wessel (FRG) · 3-5                 | 3.        | C. csoport · Maria Consolata Collino (ITA) · 1-5 · Olga Knyazeva (URS) · 5-3 · Brigitte Latrille (FRA) · 5-0 · Wendy Ager-Grant (GBR) · 5-3 · Kerstin Palm (SWE) · 2-5 | 3.        | Jelena Belova (URS) · 3-8          |                                     | Susan Wrigglesworth (GBR) · 8-3      | Olga Knyazeva (URS) · 8-6              | Valentyina Szidorova (URS) · 8-7  | Tordasi Ildikó (HUN) · 3-5 · Maria Consolata Collino (ITA) · 1-5 · Brigitte Gapais-Dumont (FRA) · 2-5 · Cornelia Hanisch (FRG) · 2-5 · Jelena Belova (URS) · 5-4                                                  | 6.                               | 6.       |
| Rejtő Ildikó                                                     | Tőr, egyéni | G. csoport · Brigitte Gapais-Dumont (FRA) · 1-5 · Carola Mangiarotti (ITA) · 2-5 · Oka Hideko (JPN) · 3-5 · Sheila Armstrong (USA) · 5-4 · Gitty Moheban (IRI) · 5-0 | 4.        | F. csoport · Maria Consolata Collino (ITA) · 4-5 · Brigitte Latrille (FRA) · 1-5 · Micheline Borghs (BEL) · 4-5 · Clare Henley-Halsted (GBR) · 0-5 · Oka Hideko (JPN) · 5-1        | 5.        | kiesett | kiesett   | kiesett                            | kiesett                             | kiesett                              | kiesett                                | kiesett                           | kiesett | kiesett                          | 31.      |
| Tordasi Ildikó                                                   | Tőr, egyéni | F. csoport · Max Madsen (DEN) · 1-5 · Claudine le Comte (BEL) · 1-5 · Margarita Rodríguez (CUB) · 5-2 · Susan Stewart (CAN) · 5-4                                    | 4.        | D. csoport · Kerstin Palm (SWE) · 5-2 · Marie-Paule Van Eyck (BEL) · 5-3 · Ana Derșidan-Ene-Pascu (ROU) · 5-3 · Margarita Rodríguez (CUB) · 5-3 · Valentyina Szidorova (URS) · 3-5 | 1.        | D. csoport · Jelena Belova (URS) · 3-5 · Brigitte Gapais-Dumont (FRA) · 4-5 · Micheline Borghs (BEL) · 5-2 · Carola Mangiarotti (ITA) · 5-0 · Max Madsen (DEN) · 5-2   | 3.        | Brigitte Gapais-Dumont (FRA) · 7-8 |                                     | Katarína Lokšová-Ráczová (TCH) · 8-2 | Claudette Herbster-Josland (FRA) · 8-6 | Stahl Jencsik Katalin (ROU) · 8-7 | Jelena Belova (URS) · 5-2 · Brigitte Gapais-Dumont (FRA) · 5-1 · Cornelia Hanisch (FRG) · 5-4 · Bóbis Ildikó (HUN) · 5-3 · Maria Consolata Collino (ITA) · 1-5 · Rájátszás: · Maria Consolata Collino (ITA) · 5-4 | 1.                               |          |
| Bóbis Ildikó Kovács Edit Maros Magda Rejtő Ildikó Tordasi Ildikó | Tőr, csapat | C. csoport · Japán (JPN) · 12-4 · NSZK (FRG) · 8-6 | 1.        | |           | |           | Nagy-Britannia (GBR) · 9-2         | Franciaország (FRA) · 8 (56)-8 (58) |                                      |                                        |                                   | Bronzmérkőzés · NSZK (FRG) · 9-4 | Bronzmérkőzés · NSZK (FRG) · 9-4 |          |

## Vízilabda
| Magyar férfi vízilabdacsapat-játékoskeret                                                        | Magyar férfi vízilabdacsapat-játékoskeret                                          |
| ------------------------------------------------------------------------------------------------ | ---------------------------------------------------------------------------------- |
| - Csapó Gábor - Cservenyák Tibor - Faragó Tamás - Gerendás György - Horkai György - Kenéz György | - Konrád Ferenc - Molnár Endre - Sárosi László - Sudár Attila - ifj. Szívós István |

### Eredmények
Csoportkör
C csoport
| Csapat             | M | Gy | D | V | G+ | G– | Gk | P |
| ------------------ | - | -- | - | - | -- | -- | -- | - |
| Magyarország (HUN) | 3 | 3  | 0 | 0 | 15 | 8  | +7 | 6 |
| NSZK (FRG)         | 3 | 2  | 0 | 1 | 9  | 7  | +2 | 4 |
| Kanada (CAN)       | 3 | 1  | 0 | 2 | 8  | 14 | –6 | 2 |
| Ausztrália (AUS)   | 3 | 0  | 0 | 3 | 14 | 17 | –3 | 0 |

| 1976. július 18. | Magyarország (HUN)   | 7 – 6 | Ausztrália (AUS) |  |
| 1976. július 18. | (2–1, 2–3, 3–1, 1–0) |       |                  |  |
| 1976. július 18. | Faragó 3             |       | Turner 3         |  |

| 1976. július 19. | Magyarország (HUN)   | 4 – 2 | Kanada (CAN)        |  |
| 1976. július 19. | (2–0, 1–0, 1–1, 0–1) |       |                     |  |
| 1976. július 19. | Faragó 3             |       | Pottier, Ducharme 1 |  |

| 1976. július 20. | NSZK (FRG)           | 0 – 4          | Magyarország (HUN) |  |
| 1976. július 20. | (0–2, 0–1, 0–1, 0–0) |                |                    |  |
| 1976. július 20. |                      | négy játékos 1 |                    |  |

Döntő csoportkör
| 1976. július 22. | Olaszország (ITA)    | 5 – 6 | Magyarország (HUN) |  |
| 1976. július 22. | (1–1, 2–1, 1–3, 1–1) |       |                    |  |
| 1976. július 22. | Marsili 2            |       | Faragó 4           |  |

| 1976. július 23. | Magyarország (HUN)   | 5 – 3 | NSZK (FRG)      |  |
| 1976. július 23. | (2–1, 0–1, 2–0, 1–1) |       |                 |  |
| 1976. július 23. | Faragó, Horkai 2     |       | három játékos 1 |  |

| 1976. július 24. | Hollandia (NED)      | 3 – 5 | Magyarország (HUN) |  |
| 1976. július 24. | (0–2, 0–1, 1–2, 2–0) |       |                    |  |
| 1976. július 24. | három játékos 1      |       | Faragó 4           |  |

| 1976. július 26. | Románia (ROU)            | 8 – 9 | Magyarország (HUN) |  |
| 1976. július 26. | (1–3, 2–2, 3–2, 2–2)     |       |                    |  |
| 1976. július 26. | Cornel Rusu, I. Slăvei 2 |       | négy játékos 2     |  |

| 1976. július 27. | Jugoszlávia (YUG)    | 5 – 5 | Magyarország (HUN) |  |
| 1976. július 27. | (0–1, 1–0, 2–2, 2–2) |       |                    |  |
| 1976. július 27. | Marović 3            |       | Faragó 3           |  |

| Csapat             | M | Gy | D | V | G+ | G– | Gk | P |
| ------------------ | - | -- | - | - | -- | -- | -- | - |
| Magyarország (HUN) | 5 | 4  | 1 | 0 | 30 | 24 | +6 | 9 |
| Olaszország (ITA)  | 5 | 2  | 2 | 1 | 21 | 20 | +1 | 6 |
| Hollandia (NED)    | 5 | 2  | 2 | 1 | 18 | 17 | +1 | 6 |
| Románia (ROU)      | 5 | 1  | 3 | 1 | 26 | 25 | +1 | 5 |
| Jugoszlávia (YUG)  | 5 | 0  | 3 | 2 | 21 | 24 | –3 | 3 |
| NSZK (FRG)         | 5 | 0  | 1 | 4 | 15 | 21 | –6 | 1 |

| Csapat             | Helyezés |
| ------------------ | -------- |
| Magyarország (HUN) |          |